# HMAS Sydney (1944)
«Сидней» (англ. Sydney), R 17 — лёгкий авианосец типа «Маджестик», состоявший на вооружении КВМС Австралии. Постройка авианосца была начата для КВМС Великобритании, под названием «Террибл» (англ. Terrible — «ужасный») и бортовым номером R93, в годы Второй мировой войны. Корабль был заложен в 1943 году, однако с окончанием войны его строительство, как и других представителей типа, было остановлено. 16 декабря 1948 года корабль был продан КВМС Австралии, получив новое название и номер и закончен уже для них, в отличие от большинства представителей типа, по первоначальному проекту. Использовался в Корейской войне в 1951—1952 годах, после неё в 1955 году был переведён на роль учебного авианосца, а в 1958 году выведен в резерв. В 1962 году «Сидней» был возвращён в состав флота и в 1962—1963 годах переоборудован в быстроходный войсковой транспорт. В этой роли он принял участие в войне в Малайе в 1963—1964 годах и во Вьетнамской войне. В 1973 году авианосец был исключен из списков флота и в 23 декабря 1975 года был продан на слом.